# Dähre
Dähre è un comune tedesco situato nel land della Sassonia-Anhalt.

## Storia
Il 1º gennaio 1992 venne aggregato al comune di Dähre il comune di Dolsleben.